# Filter 57
Филтер 57 је словеначки бренд цигарета у власништву и производњи „Тобачна Љубљана”, дивизије Империал бренда (Imperial Brands). У Исламској Републици Иран цигарете су познате као „57” и производи их иранска компанија дувана (Iranian Tobacco company).

## Историја
Бренд је настао 1957. године у Социјалистичкој Републици Словенији и уједно је постао прва цигарета са филтером у Југославији. Разлика у односу на друге тадашње брендове, као што су Дрина, Јадран, Драва и тако даље, била је у томе што су ове цигарете биле упаковане наопако, што их је учинило заиста популарним међу словеначком радничком класом. Разлог за то је био што су у току радног времена руке ових радника често биле прљаве, па би се и она запрљала када би зграбили цигарету за филтер. Међутим, ако би се филтер положио на дно, папир би се запрљао приликом хватања, али то не би био проблем јер би ионако изгорео, што би омогућило раднику да чисто стави филтер у уста.
То је заправо урбани мит. Према Музеју савремене историје Словеније, техничка грешка је била прави разлог зашто су цигарете „57“ спаковане наопако. Овај бренд је у социјалистичкој Словенији добио готово култне следбенике. Након распада Југославије, цигарета је и даље у великој мери популарна у данашњој Словенији, али је производња „Тобачнa Љубљана" прекинута. Марка је имала 57 процената тржишног удела на југословенском тржишту цигарета и представљала је скоро 80 процената укупне производње 1962. године.

## Паковање
Паковање је постајало од почетка у зеленој и белој боји, заједно са илустрацијом налик змају. Народна машта пружила је занимљиву интерпретацију визуелне слике кутије Филтер 57, која каже да се у контурама змајеве главе препознаје шоља кафе, а у њеном трупу обрис Словеније. Стрелица у облику змаја показује на број 57, што значи да је цела Словенија на чајном купатилу 57. Почетни стих Прешерновог водопада појавио се касније на ивици кутије. Филтер 57 се сматрао производом Љубљане са симболима Љубљане.